# Stickwitu
"Stickwitu" (em português:  Ficar Com Você), abreviação de "Stick with You", é uma canção do girl group americano The Pussycat Dolls, extraída do seu primeiro álbum de estúdio PCD (2005). A Interscope Records a enviou para as rádios contemporâneas em 10 de agosto de 2005, como o segundo single do álbum. Foi escrito por Franne Golde, Kasia Livingston e Robert Palmer e produzido por Ron Fair e Tal Herzberg. A faixa é uma balada com influências de soul, que celebra relacionamentos duradouros.
"Stickwitu" recebeu críticas mistas de críticos de música, que em sua maioria elogiaram sua composição e as performances vocais das integrantes do grupo, mas criticaram sua introdução no álbum. A música foi nomeada para Best Pop Performance by a Duo or Group with Vocals no 49º Grammy Awards, enquanto seu remix com Avant recebeu uma indicação para Best R&B/Soul Single, Group, Band or Duo no Soul Train Music Awards de 2007. "Stickwitu" teve sucesso comercial, alcançando o número cinco na Billboard Hot 100, as três primeiras posições na Austrália, Irlanda, Holanda e alcançou a primeira na Nova Zelândia e no Reino Unido.
Um videoclipe para a música foi dirigido por Nigel Dick e filmado em vário lugares de Los Angeles. Ele retrata as Pussycat Dolls cantando a música em um estágio de ensaio enquanto se prepara para uma turnê. Para promover ainda mais o "Stickwitu", o grupo tocou a música durante várias aparições televisionadas, e em duas de suas turnês, a mais recente Doll Domination Tour (2009).

## Composição
"Stickwitu" foi escrito por Franne Golde, Kasia Livingston e Robert Palmer, enquanto a produção foi feita por Ron Fair e co-produzida por Tal Herzberg, que também projetou a música. Mike Hogue ajudou na engenharia de mixagem. Os vocais do grupo foram gravados por Mike "Angry" Eleopoulos. Fair também organizou e conduziu as cordas tocadas pela orquestra PCD, que foram gravadas por Allen Sides. A programação original dos tambores foi feita por Palmer. A música foi mixada por Peter Mokran no The Record Plant. Fair também tocou gaita, piano, órgão e Rhodes, enquanto Herzberg e Cori Jacobs lidaram com o baixo e Rhodes, respectivamente. Em julho de 2005 a MTV News informou que "Beep" com will.i.am foi um "potencial segundo single"; no entanto, que mais tarde mudou e "Stickwitu" foi enviado para o rádio de sucesso contemporâneo nos Estados Unidos em 26 de setembro de 2005 como o segundo single.
"Stickwitu" é uma balada de hip hop soul e R&B escrita na clave de Lá maior com uma assinatura de tempo em tempo comum e um tempo de 72 batimentos por minuto. A melodia foi produzida usando uma progressão de acordes simples de D - A (9) / C ♯ - Bm 7 - A 7 - Bm 7 e A / C ♯, com um alcance vocal de F ♯ 3 - E 5. Kalefah Sanneh do The New York Times, escreveu que "Stickwitu" "gira em torno de um ideal promissor para a era da mensagem de texto: 'Eu sou um stickwitu'". Chuck Taylor da Billboard, observou que "Stickwitu" é uma reminiscência dos trabalhos de grupos femininos como Cover Girls e Sweet Sensation.

## Recepção crítica
"Stickwitu" recebeu críticas mistas dos críticos. Chuck Taylor, da revista Billboard, ficou surpreso com a música e elogiou-a por ser "lindamente cantada, astuciosamente produzida e agradavelmente livre de truques". Ele passou a elogiar o refrão "cativante" e observou que a "faixa é diferente de qualquer outra coisa no momento". Kalefah Sanneh do The New York Times, escreveu que "Stickwitu" "pode ser ainda melhor" do que "Don't Cha". Paul Scott, da Stylus Magazine, concordou com Sanneh, acrescentando que é "bonito o suficiente, mas apenas uma espécie de usinas sem ter coragem de ir além do limite", e isso é realmente uma coisa boa." John Murphy do musicOMH escreveu que, embora "seja bem cantado, não fica muito na mente." Ele continuou: "As vozes das Dolls se saem bem nas harmonias", mas notou que "nenhuma tem um vocal forte em particular". Spence D. compartilhou o mesmo sentimento com Murphy, acrescentando que Scherzinger "nunca apresenta nada que possa chegar perto de ser chamado de canção de assinatura".
Kevin Courtney, do Irish Times, deu a "Stickwitu" duas de cinco estrelas, observando que "elas não querem ser maravilhosas em um só golpe". Stephen Thomas Erlewine não ficou impressionado com a música, dizendo que "PCD parece ser uma coisa rara: um álbum de boate/dance tradicional dedicado a nada além de músicas dance. Então, a realidade vem com a quarta música, 'Stickwitu', a inevitável e romântica jam lenta, cuja meiguice enfraquece a alegre celebração carnal das três primeiras canções. Sal Cinquenmani da Slant Magazine achou a música difícil de se levar a sério. Ele disse que "as baladas do álbum ('Stickwitu' e 'How Many Times, How Many Lies'), apesar de serem pouco complicadas, ainda são difíceis de serem levadas a sério quando seguidas por uma música que implora a um homem que solte seus botões." Kat Bein, do Miami New Times, escreveu que o grupo está "na corrida para letras mais banais de todos os tempos". Nathan Rabin do The A.V. Club descreveu a canção como uma "balada açucarada e sonolenta". Escrevendo para o Sputnikmusic, Nick Butler como uma "índia flácida e sem vida". No entanto, ele observou que "não é nem de longe tão doentio ou repugnantemente submissa e sexista como  "Cater 2 U" do Destiny's Child."
A revista Billbord classificou "Stickwitu" no número 68 de sua lista das 100 melhores canções de grupos femininos de todos os tempos; Taylor Weaterby escreveu que, "PCD criou uma das baladas mais sinceras na história do grupo feminino modernas com 'Stickwitu' [prova] de que o grupo não era apenas sex appeal". No 49º Grammy Awards, "Stickwitu" rendeu às Pussycat Dolls sua primeira e única indicação, para Best Pop Performance by a Duo or Group with Vocals. No 21º Soul Train Awards, o remix com Avant foi indicado para Best R&B/Soul Single. Em maio de 2007, a música foi listada como um dos indicados da Prêmios Pop da Broadcast Music, Inc. (BMI).

## Desempenho comercial
Nos Estados Unidos, "Stickwitu" estreou na Billboard Hot 100 no número 85 na edição de 22 de outubro de 2005. Na edição de 26 de novembro de 2005, saltou de 18 para nove, entrando no top 10. Em sua décima primeira semana, a música chegou ao número cinco. Em maio de 2007, a canção recebeu um BDS Certified Spin Award por receber 300.000 rotações nas rádios dos Estados Unidos.
No UK Singles Chart, "Stickwitu" estreou na primeira posição com vendas de 43.989 cópias na semana de 10 de dezembro de 2005, tornando-se a segunda música consecutiva do Pussycat Dolls na região depois que "Don't Cha" estreou por 12 semanas atrás. Em sua segunda semana, a música permaneceu no número um, com vendas de 28,8% menores e vendendo 31.311 cópias. No Canadá, "Stickwitu" alcançou o 15º lugar no ranking canadense do BDS e número nove no Canadian Singles Chart, e é até agora o segundo top 10 do grupo, e também a segunda música mais bem sucedida nesta parada. "Stickwitu" também foi um grande sucesso na Oceania. Na Austrália, "Stickwitu" estreou no número três no ARIA Singles Chart e alcançou o número dois por duas semanas consecutivas. A Australian Recording Industry Association (ARIA) certificou-a com platina por vender 70.000 cópias. Na Nova Zelândia, "Stickwitu" alcançou o primeiro lugar em duas semanas consecutivas na Nova Zelândia RIANZ Singles Chart, uma semana a mais do que seu antecessor, "Don't Cha" tinha gasto no número um, e se tornando o segundo número consecutivo do grupo. "Stickwitu" ficou em 15º lugar no ranking de singles RIANZ de final de ano em 2006.
"Stickwitu" também foi um sucesso na Europa. "Stickwitu" foi mais bem sucedido na Holanda, onde atingiu o número dois por duas semanas consecutivas, tornando-se o segundo single consecutivo do grupo a atingir o número dois. "Stickwitu" também obteve sucesso em outros países, alcançando o top 10 na Suíça, Bélgica, Noruega e Itália. Também alcançou o top 20 na Alemanha, Áustria e França, bem como os top 40 na Suécia. "Stickwitu" alcançou o quarto lugar no European Hot 100, após seu sucesso em toda a Europa.

## Videoclipe
O videoclipe de "Stickwitu" foi filmado  filmado em julho de 2005. em los angeles  incluindo o Orpheum Theatre. Nigel Dick foi escolhido para dirigir o vídeo, já que o grupo queria manter a qualidade obtida em "Don't Cha". Dick admitiu que sentiu pressão para entregar. "Este vídeo estabelece a maneira como elas querem serem vistas a partir de agora. Mas é assim que sempre foi para mim. Eu tenho muita sorte na minha carreira de fazer vídeos que são muito cruciais nas carreiras dos artistas." Nicole Scherzinger explicou que o objetivo dos videoclipes era tornar cada garota identificável, mostrando diferentes lados de suas personalidades. "Este vídeo mostra muito mais vulnerabilidade. Parte disso é [mostrar] a força para fazer o que fazemos [como artistas]; a outra é mostrar que temos nossas vulnerabilidades na vida tentando manter relacionamentos enquanto estamos trabalhando, nós queríamos ter certeza de que cada uma de nós fosse identificável neste vídeo, que você conhecesse cada garota um pouco mais, e conseguisse ver como somos dentro e fora da turnê." O videoclipe estreou no MTV.com, em 13 de outubro de 2005.
O vídeo foi descrito como "um dia na vida das Pussycat Dolls na estrada". Dick acrescentou que o videoclipe é "uma versão [fotográfica] da vida das Pussycat Dolls: viajar, se preparar para shows, estar no ônibus da turnê, fazer uma sessão de fotos, acordar em um motel, conversar para o namorado no telefone, checando o som. É informal, mas bonito. Não é rock and roll; é o mundo urbano-pop." O vídeo é intercalado com cenas do grupo cantando "Stickwitu" em um ensaio.

## Performances ao vivo
Em dezembro de 2005, o grupo se apresentou no anual Jingle Ball da KIIS-FM usando "camisetas festivas listradas de algodão doce e calças capri vermelhas e verdes". O set list incluía "Don't Cha", "Stickwitu" e "Wait a Minute". Em 30 de junho de 2006, o grupo cantou "Don't Cha", "Buttons" e "Stickwitu" no Good Morning America como parte de sua série de concertos de verão. Em 7 de julho de 2007, as Pussycat Dolls, juntamente com outros artistas, se apresentaram nos Live Earth Concerts, que foram realizados para aumentar a conscientização sobre o aquecimento global. Elas cantaram "Don't Cha", "Stickwitu" e "Buttons".
"Stickwitu" foi incluído no primeiro álbum ao vivo do grupo Live from London (2006). As Pussycat Dolls também cantaram "Stickwitu" durante sua segunda turnê, Doll Domination Tour (2009). Alex Macpherson, do The Guardian, elogiou os vocais "inventivos e versáteis" de Scherzinger, que "cantam delicadamente a doce balada". Scherzinger performou "Stickwitu" como parte de uma medley das Pussycat Dolls durante a primeira turnê solo de Scherzinger em apoio ao seu álbum de estréia, Killer Love (2011).

## Álbuns & Faixas
- Álbum Single - Estados Unidos

1. "Stickwitu" (Com a participação de Avant)
2. "Stickwitu" (Versão do Álbum)
3. "Stickwitu" (Instrumental)

- Álbum Single - Reino Unido

1. "Stickwitu" (Versão do Álbum)
2. "Stickwitu" (Com a participação de Avant)

- UK./international CD maxi single

1. "Stickwitu" (Versão do Álbum)
2. "Santa Baby"
3. "Stickwitu" (Com a participação de Avant)
4. "Stickwitu" (Videoclipe)

## Créditos e equipe
Créditos adaptados das notas do encarte de PCD.
Mixagem
- Mixado em The Record Plant (Hollywood, California).

Equipe
- Mike "Angry" Eleopoulos – gravação
- Ron Fair – produtor, arranjo, maestro, gaita, órgão, piano, rhodes
- Franne Golde – compositor
- Tal Herzberg – co-produtor, engenharia, Pro Tools, baixo
- Mike Hogue – engenheiro assistente de mixagem
- Cori Jacobs – rhodes
- Kasia Livingston – compositor
- Peter Mokran – mixagem
- Robert Palmer – compositor, programação original de bateria
- Allen Sides – gravação de cordas
- A orquestra de PCD – cordas

## Desempenho nas tabelas musicais
| Chart (2005–06)                                                        | Maior posição |
| ---------------------------------------------------------------------- | ------------- |
| O campo songid é OBRIGATÓRIO PARA PARADA ALEMÃ                         | 11            |
| Austrália (ARIA)                                                       | 2             |
| Austrália (ARIA Urban)                                                 | 1             |
| Áustria (Ö3 Austria Top 75)                                            | 2             |
| Bélgica (Ultratop 50 de Flandres)                                      | 5             |
| Bélgica (Ultratop 50 da Valônia)                                       | 3             |
| Escócia (Scottish Singles Chart)                                       | 2             |
| Estados Unidos (Billboard Hot 100)                                     | 5             |
| Estados Unidos (Billboard Adult Contemporary)                          | 29            |
| Estados Unidos (Billboard Adult Top 40)                                | 27            |
| Estados Unidos (Billboard Dance/Mix Show Airplay)                      | 25            |
| Estados Unidos (Billboard R&B/Hip-Hop Songs) Com participação de Avant | 63            |
| Estados Unidos (Billboard Mainstream Top 40)                           | 1             |
| Estados Unidos (Billboard Rhythmic)                                    | 9             |
| França (SNEP)                                                          | 7             |
| Hungria (Rádiós Top 40)                                                | 5             |
| Hungria (Dance Top 40)                                                 | 8             |
| Irlanda (IRMA)                                                         | 2             |
| Itália (FIMI)                                                          | 6             |
| Nova Zelândia (Recorded Music NZ)                                      | 1             |
| Noruega (VG-lista)                                                     | 3             |
| Países Baixos (Dutch Top 40)                                           | 2             |
| Países Baixos (Single Top 100)                                         | 2             |
| Reino Unido (UK Singles Chart)                                         | 1             |
| Reino Unido (OCC UK R&B)                                               | 1             |
| República Checa (Rádio Top 100)                                        | 8             |
| Suécia (Sverigetopplistan)                                             | 8             |
| Suíça (Schweizer Hitparade)                                            | 6             |

| Chart (2005)                          | Posição |
| ------------------------------------- | ------- |
| Reino Unido (Official Charts Company) | 28      |
| Chart (2006)                          | Posição |
| Austrália (ARIA)                      | 29      |
| Austrália (ARIA Urban)                | 8       |
| Áustria (Ö3 Austria Top 40)           | 61      |
| Bélgica (Ultratop 50 Flanders)        | 62      |
| Bélgica (Official German Charts)      | 55      |
| EUA (Billboard Hot 100)               | 40      |
| EUA (Hot 100 Airplay)                 | 28      |
| Nova Zelândia (Recorded Music NZ)     | 16      |
| Países Baixos (Mega Single Top 100)   | 56      |
| Reino Unido (Official Charts Company) | 132     |
| Suécia (Schweizer Hitparade)          | 39      |

## Vendas e certificações
| Região                                                                                             | Certificação | Vendas     |
| -------------------------------------------------------------------------------------------------- | ------------ | ---------- |
| Austrália (ARIA)                                                                                   | Platina      | 70,000^    |
| Estados Unidos (RIAA)                                                                              | Platina      | 1,000,000^ |
| Nova Zelândia (RMNZ)                                                                               | Ouro         | 5,000*     |
| Reino Unido (BPI)                                                                                  | Prata        | 200,000    |
| Ringtone                                                                                           |              |            |
| Estados Unidos (RIAA)                                                                              | Platina      | 1,000,000^ |
| *números de vendas baseados somente na certificação ^distribuições baseadas apenas na certificação |              |            |

## Histórico de lançamento
| País           | Data                   | Formato                           | Gravadora       | Ref.   |
| -------------- | ---------------------- | --------------------------------- | --------------- | ------ |
| Estados Unidos | 26 de setembro de 2005 | Rádios de sucessos contemporâneos | A&M Interscope  | [ 3 ]  |
| Reino Unido    | 28 de setembro de 2005 | Rádios de sucessos contemporâneos | Polydor         | [ 78 ] |
| Alemanha       | 25 de novembro de 2005 | CD single                         | Universal Music | [ 79 ] |
| Canadá         | 20 de dezembro de 2005 | Download digital – R&B Remix      | Universal Music | [ 80 ] |
| Estados Unidos | 20 de dezembro de 2005 | Download digital – R&B Remix      | A&M Interscope  | [ 81 ] |
| Estados Unidos | 9 de janeiro de 2006   | Rádios de sucessos contemporâneos | A&M Interscope  | [ 82 ] |